# Pionosyllis dionisi
Pionosyllis dionisi är en ringmaskart som beskrevs av Núñez och San Martín 1991. Pionosyllis dionisi ingår i släktet Pionosyllis och familjen Syllidae. Arten har ej påträffats i Sverige. Inga underarter finns listade i Catalogue of Life.